# Hanna Kochańska
Hanna Kochańska (ur. 19 czerwca 1976 w Olsztynie) – polska aktorka teatralna, telewizyjna i filmowa, producentka przedstawień teatralnych, trenerka twórczości dziecięcej i emisji głosu.

## Życiorys
Absolwentka Wydziału Aktorskiego Państwowej Wyższej Szkoły Teatralnej we Wrocławiu ze specjalizacją pantomimiczno-ruchową. Współpracuje z warszawskimi teatrami: Syrena i Kamienica. Wraz z Jackiem Zawadą tworzy Duet JaHa.
Swoją karierę artystyczną rozpoczęła od tańca – najpierw trenowała taniec towarzyski w olsztyńskiej formacji Miraż, a następnie taniec współczesny w zespole Paradox Jolanty Grabowskiej. Z Paradoxem zdobyła m.in. Mistrzostwo Polski Formacji Dance Show, zajęła trzecie miejsce na Mistrzostwach Europy w Szwajcarii i czwarte miejsce na Mistrzostwach Świata w Niemczech.
Na profesjonalnej scenie teatralnej zadebiutowała rolą Panny Młodej w Weselu Wyspiańskiego w reżyserii Adama Hanuszkiewicza. Premiera tego spektaklu odbyła się 5 października 1996 na olsztyńskiej scenie Teatru im. Stefana Jaracza.
W telewizji zadebiutowała rolą w Balladzie o Zakaczawiu (2001). Następnie wystąpiła w wielu popularnych produkcjach, takich jak: Na dobre i na złe, Kasia i Tomek, Plebania, Na Wspólnej, Pierwsza miłość, Ojciec Mateusz, Barwy szczęścia i M jak miłość.
W 2007 zadebiutowała w roli producentki teatralnej spektaklu PomroCność jasna w reż. Piotra Nowaka (opartej na amerykańskiej sztuce Fuddy Meers Davida Lindsay-Abaire).
W grudniu 2020 dołączyła do stałej obsady serialu Lombard. Życie pod zastaw, w którym wciela się w postać Anki Wojciechowskiej.

## Filmografia
Opracowano na podstawie materiału źródłowego
| Filmy               |                                             |                                                                                     |                                                                                     |
| Rok                 | Tytuł                                       | Rola                                                                                | Reżyseria                                                                           |
| 2001                | Ballada o Zakaczawiu (spektakl telewizyjny) | Anka                                                                                | Waldemar Krzystek                                                                   |
| 2006                | Szatan z siódmej klasy                      | Kasia, służąca Gąsowskich                                                           | Kazimierz Tarnas                                                                    |
| 2006                | Plac Zbawiciela                             | reporterka                                                                          | Joanna Kos-Krauze, Krzysztof Krauze                                                 |
| 2009                | Na północ od Kalabrii                       | aktorka                                                                             | Marcin Sauter                                                                       |
| Seriale telewizyjne |                                             |                                                                                     |                                                                                     |
| Rok                 | Tytuł                                       | Rola                                                                                | Rola                                                                                |
| 2002-2017           | Na dobre i na złe                           | Magda, córka Józefa Szeląga; Maria, siostra Ewy                                     | Magda, córka Józefa Szeląga; Maria, siostra Ewy                                     |
| 2002-2003           | Kasia i Tomek                               | ekspedientka (głos); sekretarka Tomka (głos)                                        | ekspedientka (głos); sekretarka Tomka (głos)                                        |
| 2002-2010           | Samo życie                                  | dziennikarka; ekspedientka w sklepie obuwniczym                                     | dziennikarka; ekspedientka w sklepie obuwniczym                                     |
| 2003-2010           | Plebania                                    | kandydatka na żonę Józka; Iza Kozioł, matka Zosi                                    | kandydatka na żonę Józka; Iza Kozioł, matka Zosi                                    |
| 2003                | Glina                                       | zakładniczka Karbowiaka                                                             | zakładniczka Karbowiaka                                                             |
| 2003-2022           | Na Wspólnej                                 | kobieta; Hanna Wiszniewska; mama Czarka                                             | kobieta; Hanna Wiszniewska; mama Czarka                                             |
| 2004-2022           | Pierwsza miłość                             | asystentka reżysera castingu; nauczycielka w szkole podstawowej                     | asystentka reżysera castingu; nauczycielka w szkole podstawowej                     |
| 2005                | Oficer                                      | ciężarna zakładniczka w banku                                                       | ciężarna zakładniczka w banku                                                       |
| 2005                | Magiczne drzewo                             | ekspedientka                                                                        | ekspedientka                                                                        |
| 2005                | Kryminalni                                  | żona Szostaka                                                                       | żona Szostaka                                                                       |
| 2005                | Biuro kryminalne                            | Zuzanna Słowik                                                                      | Zuzanna Słowik                                                                      |
| 2006                | Szatan z siódmej klasy                      | Kasia, służąca Gąsowskich                                                           | Kasia, służąca Gąsowskich                                                           |
| 2007                | Ja wam pokażę                               | redaktorka                                                                          | redaktorka                                                                          |
| 2011                | Układ warszawski                            | kobieta                                                                             | kobieta                                                                             |
| 2013-2024           | Ojciec Mateusz                              | Irena Wajszczukowa; Urszula; Joanna Ochotko; sąsiadka Natalii; pielęgniarka Grażyna | Irena Wajszczukowa; Urszula; Joanna Ochotko; sąsiadka Natalii; pielęgniarka Grażyna |
| 2016-2017           | M jak Miłość                                | Aneta Glińska, matka Kuby                                                           | Aneta Glińska, matka Kuby                                                           |
| 2018                | Oko za oko                                  | Paulina Gajewska, żona Witolda                                                      | Paulina Gajewska, żona Witolda                                                      |
| 2019                | Barwy szczęścia                             | lekarka                                                                             | lekarka                                                                             |
| 2020                | O mnie się nie martw                        | wychowawczyni                                                                       | wychowawczyni                                                                       |
| 2020-2023           | Na sygnale                                  | Karolina, Marzena                                                                   | Karolina, Marzena                                                                   |
| 2020                | Lombard. Życie pod zastaw                   | Anka Wojciechowska                                                                  | Anka Wojciechowska                                                                  |
| 2023                | Pati                                        | sędzia                                                                              | sędzia                                                                              |